# Spencer Johnson
Spencer Johnson (* 24. November 1938 in Watertown, South Dakota; † 3. Juli 2017 in San Diego, Kalifornien) war ein US-amerikanischer Autor insbesondere von Ratgeberliteratur, Redner, Consultant und Managementexperte. Vor allem ist er durch seine Fabel Die Mäusestrategie für Manager bekannt geworden, die auf der New York Times Bestsellerliste stand.

## Leben
Johnson studierte Psychologie an der University of Southern California bis 1963 und promovierte dann am Royal College of Surgeons in Ireland. Später arbeitete er als medizinischer Direktor für Kommunikation bei Medtronic, bekannt für ihren Herzschrittmacher, implantierbare Kardioverter-Defibrillatoren, Herzklappen und Insulinpumpen. Außerdem war er Forschungsarzt am Institute of Interdisciplinary Studies.  Sein letztes Buch war Höhen und Tiefen. Johnsons Bücher wurden in 26 Sprachen übersetzt.

## Publikationen (Auswahl)
- 2009: Höhen und Tiefen: Wie Sie gute und schwere Zeiten meistern – im Job wie im Leben
- 2005: Die „Ja oder Nein“-Strategie für Manager: Entscheidungen erfolgreich treffen
- 2003: Das Geschenk: Wie Sie von heute an glücklicher und erfolgreicher sind
- 2002: Eine Minute für mich
- 2002: Das Glücksprinzip
- 2002: Der Minuten Manager
- 2002: Das Minuten Verkaufstalent
- 1998: Die Mäusestrategie für Manager: Veränderungen erfolgreich begegnen
- 1991: Die entscheidende Minute im Umgang mit Ihrem Kind[3]